# Rebild Bakker
Rebild Bakker (letterlijk vertaald: Rebild-heuvels) is een heuvelachtig heidelandschap en nationaal park in het noordwesten van Denemarken, in de gemeente Rebild. Het wordt omgeven door het bosgebied Rold Skov. 
Met 400.000 bezoekers per jaar is het heuvelgebied een van de belangrijkste toeristische attracties van Denemarken. Elk jaar op de Amerikaanse feestdag Independence Day (4 juli) vormen Rebild Bakker het schouwtoneel van Rebildfesten (het Rebild-festival).